# トランスバルカニカ
トランスバルカニカ（Transbalkanica）は、2005年に作曲家のマルチェル・シュテファネツ（Marcel Ştefăneţ）によって発足したプロジェクトである。シュテファネツはルーマニア、モルドヴァの民族音楽とジャズやエレクトリック・ミュージックを融合した音楽を制作するモルドヴァの作曲家である。

## メンバー
- コルネリア・シュテファネツ（Cornelia Ştefăneţ） - 歌手
- リリア・ロシュカ（Lilia Roşca） - 歌手
- ヴィタリエ・ツルカヌ（Vitalie Ţurcanu） - サクソフォーン、パイプ・フルート、クラリネット、フルート
- ペトル・モイセエフ（Petru Moiseev） - ドラム
- ヴァディム・バランチャ（Vadim Barancea） - ツィンバロム、ヴァイオリン
- マルチェル・シュテファネツ（Marcel Ştefăneţ） - 作曲者（リーダー）

## アルバム
- Transbalkanica
- Transbalkanica N2